# АЕЦ „Тианж“
АЕЦ „Тианж“ (на френски: Centrale nucléaire de Tihange) е атомна електрическа централа в Източна Белгия, разположена в подобщината Тианж на Юи, провинция Лиеж. Тя се намира на десния бряг на река Мьоза, на 20 km югозападно от град Лиеж. Оператор на централата е компанията Електрабел. Годишното производство на електроенергия е около 23 милиона MW.h или почти 30% от цялото производство на електричество в Белгия.
АЕЦ „Тианж“ има три реактора с вода под налягане (PWR) с общ капацитет 3024 MW:
- Тианж 1 с капацитет 962 MW, въведен в експлоатация през 1975 година
- Тианж 2 с капацитет 1008 MW, въведен в експлоатация през 1983 година
- Тианж 3 с капацитет 1054 MW, въведен в експлоатация през 1985 година

За охлаждане централата използва три охладителни кули.